# Список квадранглів на Марсі
Поверхня Марса з картографічною метою була умовно поділена Геологічною службою США на 30 квадранглів. Ці карти мають таку назву тому, що їх межі пролягають вздовж ліній широти та довготи, а тому карти мають вигляд чотирикутників (англ. quadrangle — «чотирикутник»). Окремі марсіанські квадрангли отримують назви від місцевих деталей рельєфу, а також їм присвоюються послідовні номери від 1 до 30 — із додаванням префіксу «MC», який є скороченням від «Mars Chart». Використовується західна довгота.
На графічній карті посилань зображення всієї поверхні планети Марс розділене на 30 квадранглів із посиланнями на статті про кожен з них. Натисніть на обраний квадрангл, аби перейти на відповідну сторінку зі статтею про нього. Північ — вгорі; точка з координатами 0° пн. ш. 180° зх. д. / 0° пн. ш. 180° зх. д. — розташована на лівому краю зображення, на екваторі. Знімки, використані для створення карти, були виконані космічним апаратом Mars Global Surveyor.
| Назва                           | Номер | Площа й розташування                                |
| ------------------------------- | ----- | --------------------------------------------------- |
| Mare Boreum (Північний полюс)   | MC-01 | Широта: від 65° до 90°; довгота: від 0° до 360°     |
| Diacria                         | MC-02 | Широта: від 30° до 65°; довгота: від 120° до 180°   |
| Arcadia                         | MC-03 | Широта: від 30° до 65°; довгота: від 60° до 120°    |
| Mare Acidalium                  | MC-04 | Широта: від 30° до 65°; довгота: від 0° до 60°      |
| Ismenius Lacus                  | MC-05 | Широта: від 30° до 65°; довгота: від 300° до 360°   |
| Casius                          | MC-06 | Широта: від 30° до 65°; довгота: від 240° до 300°   |
| Cebrenia                        | MC-07 | Широта: від 30° до 65°; довгота: від 180° до 240°   |
| Amazonis                        | MC-08 | Широта: від 0° до 30°; довгота: від 135° до 180°    |
| Tharsis                         | MC-09 | Широта: від 0° до 30°; довгота: від 90° до 135°     |
| Lunae Palus                     | MC-10 | Широта: від 0° до 30°; довгота: від 45° до 90°      |
| Oxia Palus                      | MC-11 | Широта: від 0° до 30°; довгота: від 0° до 45°       |
| Arabia                          | MC-12 | Широта: від 0° до 30°; довгота: від 315° до 360°    |
| Syrtis Major                    | MC-13 | Широта: від 0° до 30°; довгота: від 270° до 315°    |
| Amenthes                        | MC-14 | Широта: від 0° до 30°; довгота: від 225° до 270°    |
| Elysium                         | MC-15 | Широта: від 0° до 30°; довгота: від 180° до 225°    |
| Memnonia                        | MC-16 | Широта: від −30° до 0°; довгота: від 135° до 180°   |
| Phoenicis Lacus                 | MC-17 | Широта: від −30° до 0°; довгота: від 90° до 135°    |
| Coprates                        | MC-18 | Широта: від −30° до 0°; довгота: від 45° до 90°     |
| Margaritifer Sinus              | MC-19 | Широта: від −30° до 0°; довгота: від 0° до 45°      |
| Sinus Sabaeus                   | MC-20 | Широта: від −30° до 0°; довгота: від 315° до 360°   |
| Iapygia                         | MC-21 | Широта: від −30° до 0°; довгота: від 270° до 315°   |
| Mare Tyrrhenum                  | MC-22 | Широта: від −30° до 0°; довгота: від 225° до 270°   |
| Aeolis                          | MC-23 | Широта: від −30° до 0°; довгота: від 180° до 225°   |
| Phaethontis                     | MC-24 | Широта: від −65° до −30°; довгота: від 120° до 180° |
| Thaumasia                       | MC-25 | Широта: від −65° до −30°; довгота: від 60° до 120°  |
| Argyre                          | MC-26 | Широта: від −65° до −30°; довгота: від 0° до 60°    |
| Noachis                         | MC-27 | Широта: від −65° до −30°; довгота: від 300° до 360° |
| Hellas                          | MC-28 | Широта: від −65° до −30°; довгота: від 240° до 300° |
| Eridania                        | MC-29 | Широта: від −65° до −30°; довгота: від 180° до 240° |
| Mare Australe (Південний полюс) | MC-30 | Широта: від −90° до −65°; довгота: від 0° до 360°   |

Співвідношення квадранглів між собою:
| Квадрангли на Марсі           | Квадрангли на Марсі           | Квадрангли на Марсі           | Квадрангли на Марсі           | Квадрангли на Марсі         | Квадрангли на Марсі         | Квадрангли на Марсі           | Квадрангли на Марсі           | Квадрангли на Марсі           | Квадрангли на Марсі     | Квадрангли на Марсі     | Квадрангли на Марсі     | Квадрангли на Марсі        | Квадрангли на Марсі        | Квадрангли на Марсі        | Квадрангли на Марсі            | Квадрангли на Марсі            | Квадрангли на Марсі            | Квадрангли на Марсі        | Квадрангли на Марсі        | Квадрангли на Марсі        | Квадрангли на Марсі               | Квадрангли на Марсі               | Квадрангли на Марсі               |
| ----------------------------- | ----------------------------- | ----------------------------- | ----------------------------- | --------------------------- | --------------------------- | ----------------------------- | ----------------------------- | ----------------------------- | ----------------------- | ----------------------- | ----------------------- | -------------------------- | -------------------------- | -------------------------- | ------------------------------ | ------------------------------ | ------------------------------ | -------------------------- | -------------------------- | -------------------------- | --------------------------------- | --------------------------------- | --------------------------------- |
| MC-01 Mare Boreum (деталі)    |                               |                               |                               |                             |                             |                               |                               |                               |                         |                         |                         |                            |                            |                            |                                |                                |                                |                            |                            |                            |                                   |                                   |                                   |
| MC-05 Ismenius Lacus (деталі) | MC-05 Ismenius Lacus (деталі) | MC-05 Ismenius Lacus (деталі) | MC-05 Ismenius Lacus (деталі) | MC-06 Casius (деталі)       | MC-06 Casius (деталі)       | MC-06 Casius (деталі)         | MC-06 Casius (деталі)         | MC-07 Cebrenia (деталі)       | MC-07 Cebrenia (деталі) | MC-07 Cebrenia (деталі) | MC-07 Cebrenia (деталі) | MC-02 Diacria (деталі)     | MC-02 Diacria (деталі)     | MC-02 Diacria (деталі)     | MC-02 Diacria (деталі)         | MC-03 Arcadia (деталі)         | MC-03 Arcadia (деталі)         | MC-03 Arcadia (деталі)     | MC-03 Arcadia (деталі)     | MC-04 Acidalium (деталі)   | MC-04 Acidalium (деталі)          | MC-04 Acidalium (деталі)          | MC-04 Acidalium (деталі)          |
| MC-12 Arabia (деталі)         | MC-12 Arabia (деталі)         | MC-12 Arabia (деталі)         | MC-13 Syrtis Major (деталі)   | MC-13 Syrtis Major (деталі) | MC-13 Syrtis Major (деталі) | MC-14 Amenthes (деталі)       | MC-14 Amenthes (деталі)       | MC-14 Amenthes (деталі)       | MC-15 Elysium (деталі)  | MC-15 Elysium (деталі)  | MC-15 Elysium (деталі)  | MC-08 Amazonis (деталі)    | MC-08 Amazonis (деталі)    | MC-08 Amazonis (деталі)    | MC-09 Tharsis (деталі)         | MC-09 Tharsis (деталі)         | MC-09 Tharsis (деталі)         | MC-10 Lunae Palus (деталі) | MC-10 Lunae Palus (деталі) | MC-10 Lunae Palus (деталі) | MC-11 Oxia Palus (деталі)         | MC-11 Oxia Palus (деталі)         | MC-11 Oxia Palus (деталі)         |
| MC-20 Sinus Sabaeus (деталі)  | MC-20 Sinus Sabaeus (деталі)  | MC-20 Sinus Sabaeus (деталі)  | MC-21 Iapygia (деталі)        | MC-21 Iapygia (деталі)      | MC-21 Iapygia (деталі)      | MC-22 Mare Tyrrhenum (деталі) | MC-22 Mare Tyrrhenum (деталі) | MC-22 Mare Tyrrhenum (деталі) | MC-23 Aeolis (деталі)   | MC-23 Aeolis (деталі)   | MC-23 Aeolis (деталі)   | MC-16 Memnonia (деталі)    | MC-16 Memnonia (деталі)    | MC-16 Memnonia (деталі)    | MC-17 Phoenicis Lacus (деталі) | MC-17 Phoenicis Lacus (деталі) | MC-17 Phoenicis Lacus (деталі) | MC-18 Coprates (деталі)    | MC-18 Coprates (деталі)    | MC-18 Coprates (деталі)    | MC-19 Margaritifer Sinus (деталі) | MC-19 Margaritifer Sinus (деталі) | MC-19 Margaritifer Sinus (деталі) |
| MC-27 Noachis (деталі)        | MC-27 Noachis (деталі)        | MC-27 Noachis (деталі)        | MC-27 Noachis (деталі)        | MC-28 Hellas (деталі)       | MC-28 Hellas (деталі)       | MC-28 Hellas (деталі)         | MC-28 Hellas (деталі)         | MC-29 Eridania (деталі)       | MC-29 Eridania (деталі) | MC-29 Eridania (деталі) | MC-29 Eridania (деталі) | MC-24 Phaethontis (деталі) | MC-24 Phaethontis (деталі) | MC-24 Phaethontis (деталі) | MC-24 Phaethontis (деталі)     | MC-25 Thaumasia (деталі)       | MC-25 Thaumasia (деталі)       | MC-25 Thaumasia (деталі)   | MC-25 Thaumasia (деталі)   | MC-26 Argyre (деталі)      | MC-26 Argyre (деталі)             | MC-26 Argyre (деталі)             | MC-26 Argyre (деталі)             |
| MC-30 Mare Australe (деталі)  |                               |                               |                               |                             |                             |                               |                               |                               |                         |                         |                         |                            |                            |                            |                                |                                |                                |                            |                            |                            |                                   |                                   |                                   |